# Infinite Tales
Infinite Tales — український мелодик-дез-гурт, заснований у 2007 році. Назва гурту з'явилася завдяки відеогрі Neverwinter Nights, в яку свого часу грали гітарист Glorf (Ігор Довготелес) і басист Koma (Дмитро Бондаренко). Гра закінчується словами «This is the world of infinite tales», саме останні два слова і стали назвою майбутнього гурту.

## Історія
Усе почалося ще у 2001 році, коли до рук Glorf'а потрапив DVD «From Wishes to Eternity» гурту Nightwish. Цей DVD «виніс мозок» юнакові і незабаром Ігор вчиться грати на гітарі, а в 15 років у нього з'являється перша електрогітара. У 2005 році майбутній гітарист, композитор та ідейний натхненник Infinite Tales Ігор (Glorf) поділився ідеєю створення гурту з басистом Дмитром (Koma) і гітаристом Nazar'ом (Назарій Устяннік), які на той час грали в різних командах. Ідея Glorf'а їх звичайно дуже зацікавила, але створення гурту затягувалося через участь хлопців в інших проєктах. До речі, Glorf, Koma і Nazar є однокласниками. Узимку 2007 хлопці зрозуміли, що зволікати більше не можна і був зібраний перший склад, який проіснував не більше двох тижнів.
Склад був жахливий, все було не так, як хотілося.
— згадує Glorf. Власне, та ж доля спіткала і другий, третій і ще кілька складів майбутнього гурту.

З барабанщиком Perevod'ом (Олексій Переводчик) Glorf познайомився, коли був першокурсником. Гра Perevod'а на барабанах дуже вразила Ігоря і він був невимовно радий, коли Олексій став учасником Infinite Tales, тому що в той час грав на голову вище за інших учасників Infinite Tales. Як говорить сам Glorf:
Коли я почув, як цей худощавий хлопець роздає за ударною установкою, мені стало ніяково. У той момент я навіть не подумав про те, щоб запросити його до гурту. Я навіть не мріяв про це! Але коли перший шок пройшов, прийшло і усвідомлення того що нам потрібна ця людина. Через деякий час Perevod став драммером Infinite Tales, і це було шикарно!
На зорі свого існування гурт часто змінює стиль звучання: спочатку команда грає в стилі Gothic, потім — Atmospheric Metal. Наявність матеріалу штовхає колектив на нові експерименти зі звуком, а з приходом в гурт вокаліста Zolik'а (Золтан Форкош) саунд стає все важче і з часом команда вже грає Melodic Death Metal.
До Infinite Tales Zolik був гітаристом і бек-вокалістом у Nu-Metal гурті, на одному з виступів якого до нього підійшов Glorf і запропонував записати вокальну партію в Infinite Tales. Потім все той же Glorf запропонував Zolik'у взяти участь у концерті разом з новою вокалісткою і, таким чином, у гурті з'явився ще один вокаліст. Потроху все почало ставати на свої місця і в тому ж 2007 році команда досягає свого першого успіху — займає перше місце по Києву в The Global Battle Of The Bands '07. Їм зовсім небагато не вистачило, щоб виступити у фіналі в Лондоні.
Днем народження учасники гурту вважають 4 березня 2008 року. У цей день був зроблений перший запис на студії. Саме в березні 2008 року остаточно сформувався склад і колектив почав працювати над матеріалом для дебютного альбому. Склад гурту на той час: Glorf (Ігор Довготелес; гітара), Koma (Дмитро Бондаренко; бас), Kiwi (Вікторія Ревко; вокал, віолончель, клавішні), Zolik (Золтан Форкош; вокал), Nazar (Назарій Устяннік; гітара), Perevod (Олексій Переводчик; барабани, перкусія). Через деякий час виходить перший інтернет EP «Drop of Dream», який складався з п'яти треків і був написаний у стилі Neoclassic Symphonic Metal.

## Дебютний альбом «Only The Beginning»
У період з 1 листопада 2008 року по 1 квітня 2009 року колектив записує свій дебютний альбом «Only The Beginning» на студіях «Morton Studio» і 100 % Records. Практично весь матеріал був записаний на «Morton Studio», крім барабанів, які писалися на 100 % Records. Саундпродюсером альбому став Максим Пасічник (Мортон). «Взагалі, ми дуже раді, що Мортон погодився працювати з нами, що став членом нашої команди. Тому що це людина, яка дійсно знає як має звучати наша музика. У нього відмінний підхід до того, що він робить», — говорить Glorf.
Напередодні виходу альбому 12 квітня 2009 року виходить другий інтернет EP «Amoxicillin … Extermination», який був завантажений понад 250 000 разів. У сингл увійшли 3 треки, на два з яких (Amoxicillin. .. Extermination і Running Away) згодом були зняті відеокліпи.
Дуже багато звукових ефектів для альбому були записані наживо, а не отримані цифровим способом. Так, віолончель для альбому записала вокалістка Kiwi (Вікторія Ревко), яка до Infinite Tales співала в Національній Філармонії і це був її перший досвід у важкій музиці. Фактично, вона була пов'язана з музикою ще до свого народження. Її мати — віолончеліст із гарним голосом. У 5 років її віддали в музичну школу по класу фортепіано, але вчителі за 7 років її практично нічому не навчили і Вікторія просить маму навчити її грати на віолончелі. Через два роки юна віолончелістка вже бере участь у міжнародних музичних змаганнях. Водночас вона починає співати в хорі. А в 15 років дівчина повинна була зробити нелегкий вибір — або вступати до консерваторії, або в економічний університет. Вона вибирає останнє, але у 2007 році знайомиться з хлопцями з Infinite Tales і знову повертається до музики.

Музика для альбому «Only The Beginning» була написана Glorf'ом, але аранжована всіма членами колективу.
Можна сказати, що я пишу загальну концепцію, основну мелодію, роблю, так би мовити, проєкт нової теми, в якій прописую всі партії, які згодом сильно корегуються, знаходять стилістику і відтінок кожного учасника гурту. Як результат — виходить відмінний трек.
Майже всі тексти були також написані Ігорем за винятком трьох, які написав Zolik. Також до альбому увійшов кавер на пісню «Behind Spaces» гурту In Flames.
Стилістика альбому витримана в стилі Гетеборгської школи (In Flames, Dark Tranquillity, Soilwork, Arch Enemy, At The Gates та ін). Утім, також є і середньотемпові композиції, і навіть балади. Але це не єдина відмінність від шведських MDM-груп. Чистий жіночий вокал як данина першій музичній «любові» Glorf'а Nightwish і неокласичні Intro і Outro виділяють команду на тлі інших класичних melodic death колективів, а тексти на непопулярні в MDM теми соціуму і екології замикають список відмінностей.
Паралельно із записом альбому було знято дебютний кліп гурту «Amoxicillin … Extermination», презентація якого відбулася в Новорічну Ніч з 31 грудня 2009 року на 1 січня 2010 року в київському клубі «Бінго» за підтримки незалежного лейблу «Іншамузика».
У листопаді 2009 року португальський журнал «The Gates of Metal» вручив дві нагороди за дебютний альбом — «Album of the Month» і «The Best Act Of The Year 2009». Також про команду написали американські та європейські вебвидання. Серед них, голландські Femme Metal і Lords of Metal, південноамериканський Metalicos, французький Des Filles and Des Riffs і згаданий раніше португальська The Gates of Metal.
Улітку 2010 року відеокомпанією Infinite Frames Production, яку заснували Glorf і Koma, був знятий другий кліп на пісню Running Away.
4 вересня 2010 Infinite Tales виступили на Global East Rock Festival 2010 в третій завершальний день після росіян Пілігрим і перед поляками Cemetery of Scream. Крім того, в цей же день виступали ірландці Cruachan, греки Rotting Christ, голландці The Gathering, німці Haggard і два шведських гурти — Diablo Swing Orchestra і Dark Tranquillity.
У вересні 2010 Perevod (Олексій Переводчик) за своєю ініціативою покинув гурт, а на його місце у листопаді був взятий Yar (Святослав Яр).
Нині[коли?] учасники колективу активно працюють над другим альбомом, який буде продовженням «Only The Beginning».

## Учасники
- Glorf (Ігор Довготелес) — гітара
- Koma (Дмитро Бондаренко) — бас
- Kiwi (Вікторія Ревко) — вокал, віолончель, клавішні
- Zolik (Золтан Форкош) — вокал
- Nazar (Назарій Устянник) — гітара
- Max (Максим Кононенко) — барабани

## Дискографія
- «Amoxicillin… Extermination» (EP) 2009
- «Amoxicillin… Extermination: Asia» (EP) 2009
- «Only The Beginning» (CD) 2009
- «Generation Of The Last» (CD) 2014

## Відеографія
- 2009 — «AMOXICILLIN…EXTERMINATION»
- 2010 — «Running Away»
- 2010 — «NO WAR FOR THIS CENTURY» (разом із Morton)
- 2011 — «The Final Act of Freedom»
- 2012 — «BEFORE OUR LAST STAND»